# Hochwasserschutzpolder zwischen Senator-Apelt-Straße und Neustädter Hafen
Der Hochwasserschutzpolder zwischen Senator-Apelt-Straße und Neustädter Hafen ist ein Naturschutzgebiet im Stadtteil Häfen der Stadtgemeinde Bremen.

## Allgemeines
Das Naturschutzgebiet ist 84,7 Hektar groß und im Naturschutzbuch der Stadtgemeinde Bremen unter der Nummer 18 eingetragen. Das Gebiet steht seit dem 2. April 2014 unter Schutz. Es ist seit 2002 als Important Bird Area benannt und erfüllt die Anforderungen zur Meldung eines Gebietes nach der EU-Vogelschutzrichtlinie. Zuständige Naturschutzbehörde ist der Senator für Umwelt, Bau und Verkehr.

## Beschreibung
Das Naturschutzgebiet liegt im Ortsteil Neustädter Hafen westlich der Hafenanlagen des Neustädter Hafens (Becken II), an die es direkt angrenzt. Im Westen grenzt es an die Senator-Apelt-Straße und das Güterverkehrszentrum Bremen. Der Polder war ursprünglich als Erweiterungsfläche des zu Beginn der 1960er Jahre gebauten Neustädter Hafens vorgesehen. Infolge des Baus von Sturmflutsperrwerken an Nebenflüssen der Unterweser (Huntesperrwerk, Ochtumsperrwerk und Lesumsperrwerk) wurde das Gebiet 1971 als Hochwasserschutzpolder eingerichtet. Es ist bedeicht und zur Weser mit einer Überlaufschwelle versehen.
Das Gebiet wird unregelmäßig von Hochwasser in der Weser überflutet. Große Teile werden nicht, Teilflächen als Feuchtgrünland landwirtschaftlich genutzt. Die ungenutzten Bereiche werden von Auwald und weiteren Gehölzen, naturnahen Stillgewässern, Röhrichten und Ruderalflächen eingenommen. Das Gebiet hat besondere Bedeutung für verschiedene Vögel. So sind hier u. a. Rohrweihe, Sumpfohreule, Rohrdommel, Schilf- und Drosselrohrsänger, Blaukehlchen, Brandgans, Knäkente, Schnatterente, Tüpfelsumpfhuhn und Schwarzhalstaucher heimisch. Insgesamt wurden über 50 Brutvogelarten gezählt. Auch als Rastgebiet für Vögel hat das Gebiet eine Bedeutung. Weiterhin bieten die Gewässer und Feuchtwiesen verschiedenen Amphibien und zahlreichen Libellen, darunter Kleiner Mosaikjungfer und Gefleckter Heidelibelle, einen geeigneten Lebensraum. In den Stillgewässern sind auch Große Teichmuschel und Kleiner Kolbenwasserkäfer zu finden.
Besondere Pflanzenvorkommen sind z. B. Vorkommen von Silberweide, Schwertlilie und Blutweiderich, aber auch Schwanenblume oder Wasserpfeffertännel.